# Quân chủ Habsburg
Chế độ quân chủ Habsburg (tiếng Đức: Habsburgermonarchie) hoặc đế quốc Habsburg là một tên gọi không chính thức giữa các nhà sử học của các quốc gia và tỉnh được cai trị bởi các chi nhánh Áo của Nhà Habsburg cho đến năm 1780, và sau đó là nhánh thừa kế Nhà Habsburg-Lorraine cho đến năm 1918. Chế độ quân chủ này là một nhà nước hỗn hợp gồm vùng lãnh thổ trong và ngoài Thánh chế La Mã, chỉ thống nhất trong liên minh cá nhân.
Sự hình thành của Chế độ quân chủ Habsburg bắt đầu với việc bầu Rudolf I làm Vua La Mã Đức vào năm 1273 và việc ông sở hữu Công quốc Áo vào năm 1282. Năm 1482, Maximilian I sở hữu Hà Lan thông qua hôn nhân. Cả hai lãnh thổ đều nằm trong đế chế và được truyền cho cháu trai và người kế vị của ông, Karl V, người cũng thừa kế Tây Ban Nha và các thuộc địa của nó và cai trị Đế chế Habsburg ở phạm vi lãnh thổ lớn nhất. Sự thoái vị của Karl V vào năm 1556 dẫn đến sự phân chia lãnh thổ rộng lớn của nhà Habsburg giữa anh trai Ferdinand I của ông, người từng là phó tướng của ông ở Áo từ năm 1521 và vị vua được bầu của Hungary, Croatia và Bohemia từ năm 1526 và con trai ông là Felipe II của Tây Ban Nha. Nhánh Tây Ban Nha (cũng nắm giữ Hà Lan, Burgundy và các vùng đất ở Ý) đã tuyệt tự vào năm 1700. Nhánh Áo (cũng có ngai vàng và cai trị Hungary, Bohemia và tất cả các vương miện đi kèm với họ) tự phân chia giữa các nhánh khác nhau của gia đình từ năm 1564 đến năm 1665 nhưng sau đó nó vẫn là một liên minh cá nhân duy nhất.
Do đó, chế độ quân chủ Habsburg là một tổ hợp các vương miện, không có hiến pháp duy nhất hoặc thể chế chung nào khác ngoài chính tòa án Habsburg, với các lãnh thổ bên trong và bên ngoài Đế chế La Mã Thần thánh chỉ được xem là thống nhất dựa trên danh nghĩa Hoàng đế. Nhà nước đa hợp đã trở thành hình thức thống trị phổ biến nhất của các chế độ quân chủ ở Châu Âu lục địa trong thời kỳ cận đại. Sự thống nhất của chế độ quân chủ Habsburg diễn ra vào đầu thế kỷ 19. Chế độ quân chủ Habsburg được chính thức thống nhất từ năm 1804 đến năm 1867 với tên gọi Đế quốc Áo và từ năm 1867 đến năm 1918 với tên gọi Đế quốc Áo-Hung. Nó sụp đổ sau thất bại trong Chiến tranh thế giới thứ nhất.

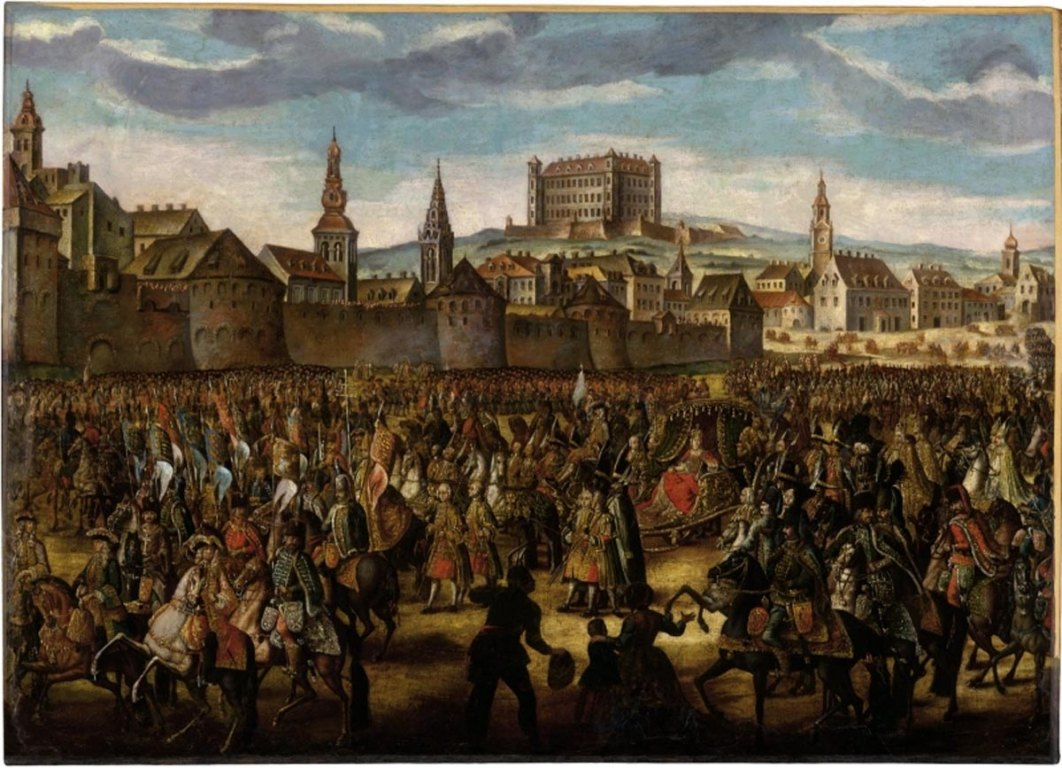
Lễ đăng quang của Maria Theresa ở Pressburg, Vương quốc Hungary, 1741

Trong sử học, Chế độ quân chủ Habsburg (thuộc nhánh Áo) thường được gọi là "Áo". Vào khoảng năm 1700, thuật ngữ tiếng Latinh monarchia austriaca được sử dụng như một thuật ngữ chỉ sự tiện lợi. Riêng trong đế chế, chế độ quân chủ rộng lớn bao gồm các vùng đất cha truyền con nối ban đầu, Erblande, từ trước năm 1526; những Lãnh thổ vương quyền Bohemia; Hà Lan thuộc Tây Ban Nha trước đây từ năm 1714 đến năm 1794; và một số thái ấp ở Vương quốc Ý. Bên ngoài đế chế, nó bao gồm tất cả các vùng đất của vương miện Hungary cũng như các vùng đất đoạt được từ các cuộc chinh phạt Đế quốc Ottoman. Thủ đô của vương triều là Vienna ngoại trừ từ năm 1583 đến năm 1611 khi nó nằm ở Praha.

## Nguồn gốc và sự bành trướng

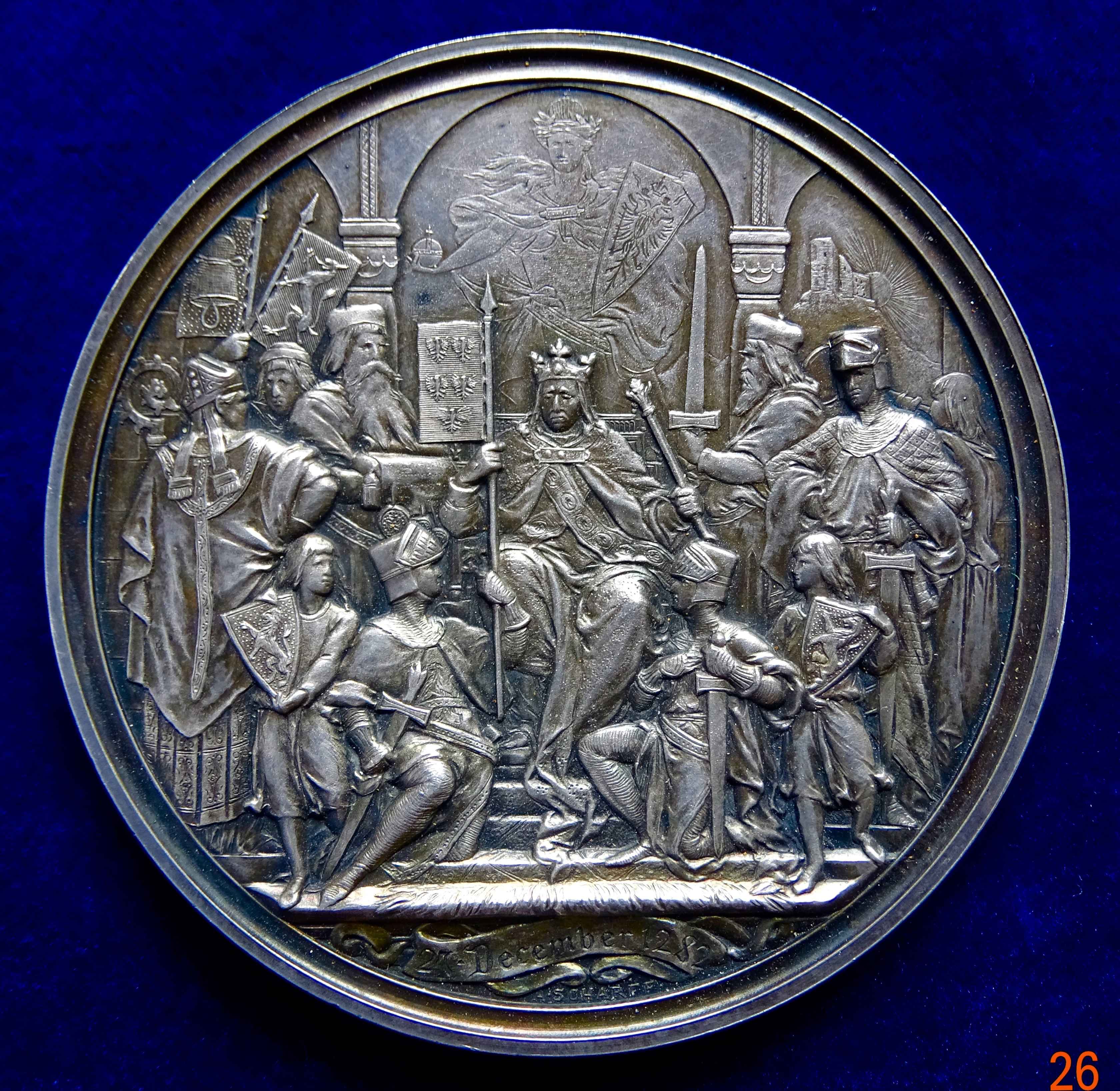
Huy chương bạc của Scharff nhân kỷ niệm 600 năm của Chế độ quân chủ Habsburg năm 1882 (ảnh ngược)

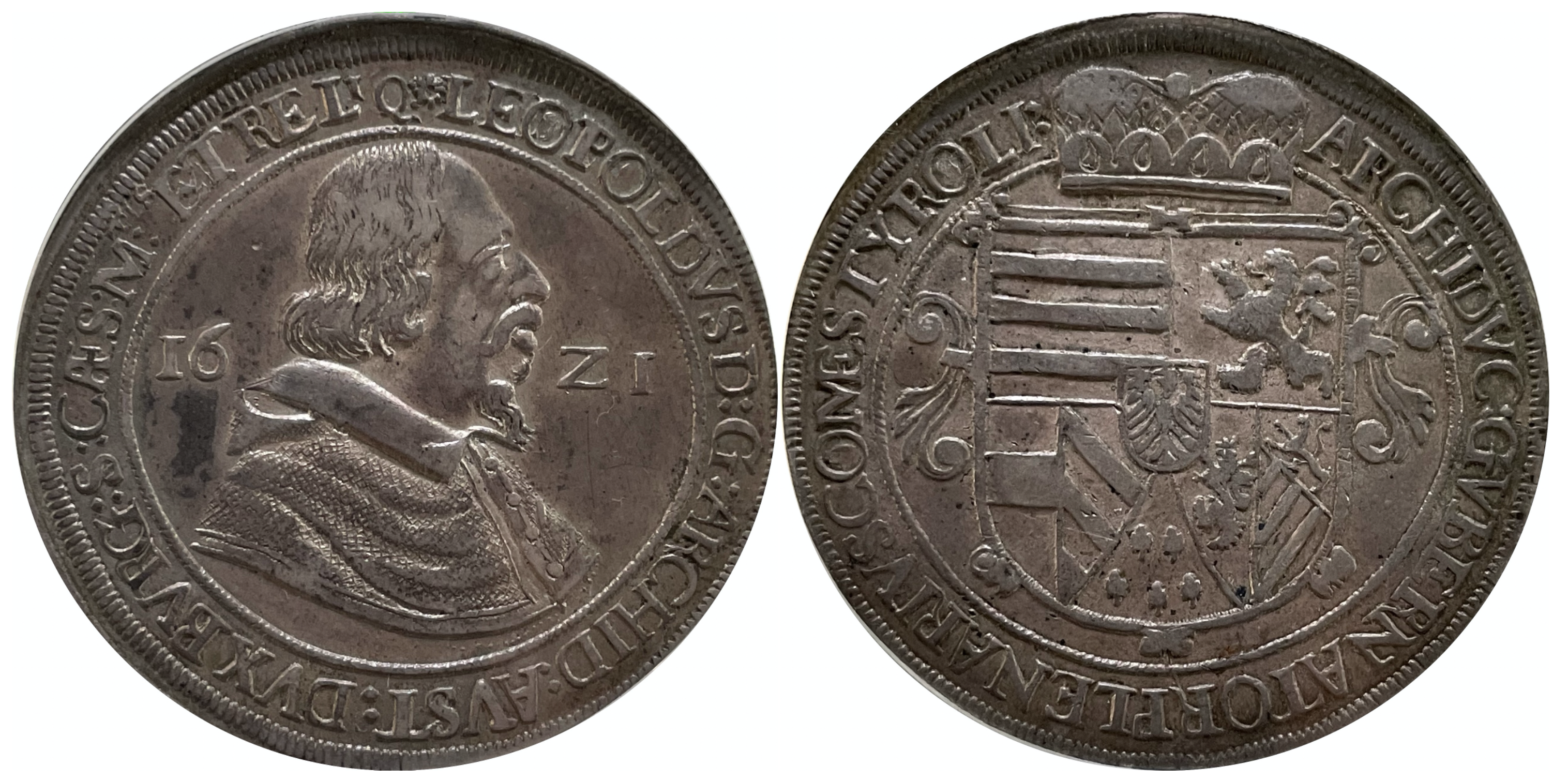
Xu bạc: 1 thaler Tyrol, đặt trước là chân dung của Đại vương công Áo, Leopold V - 1621

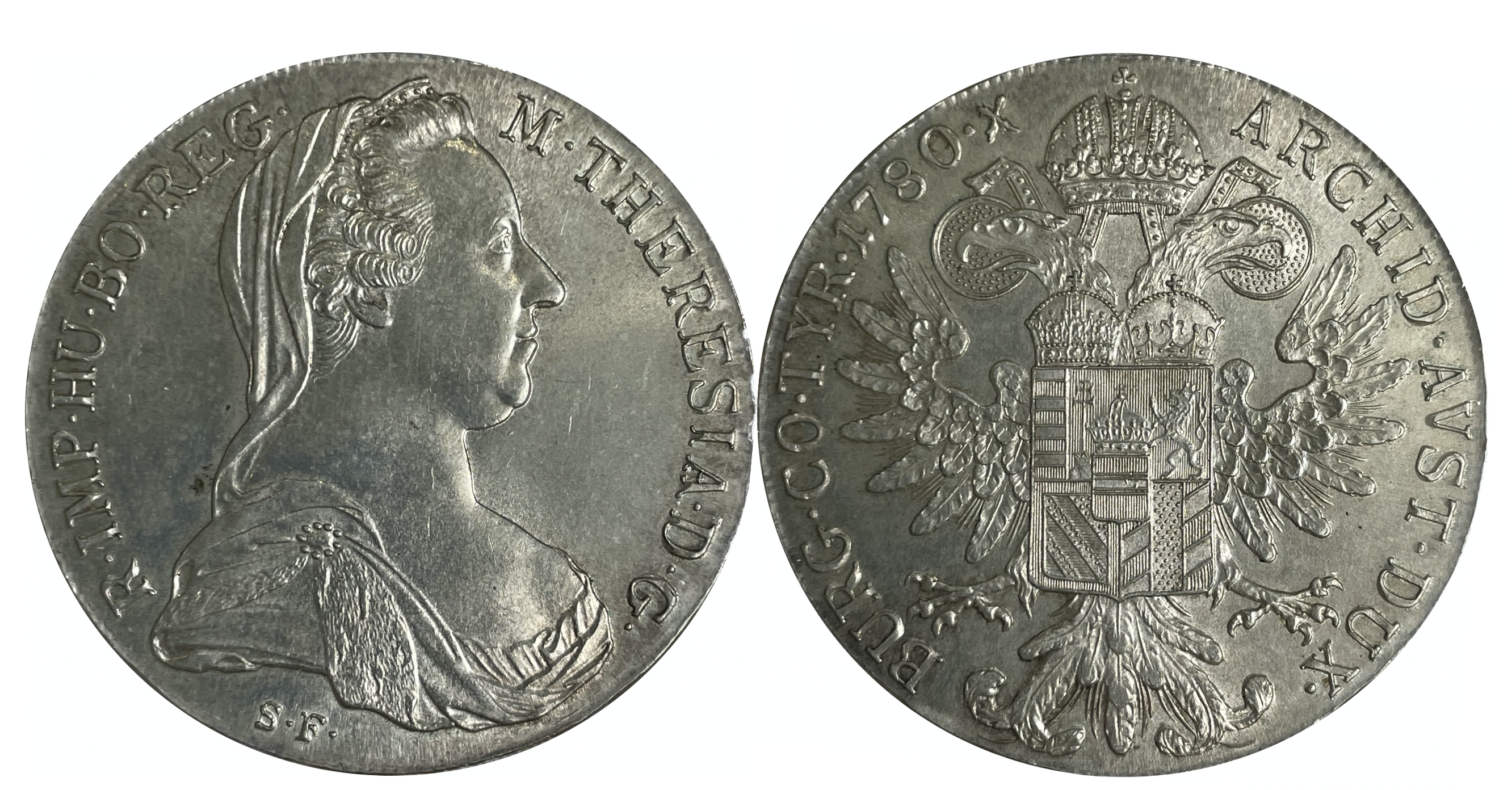
Xu bạc: 1 thaler của Áo, mặt trước là Maria Theresia, chính cuộc hôn nhân của bà với Franz của Nhà Lorraine đã tạo ra Gia tộc Habsburg-Lorraine

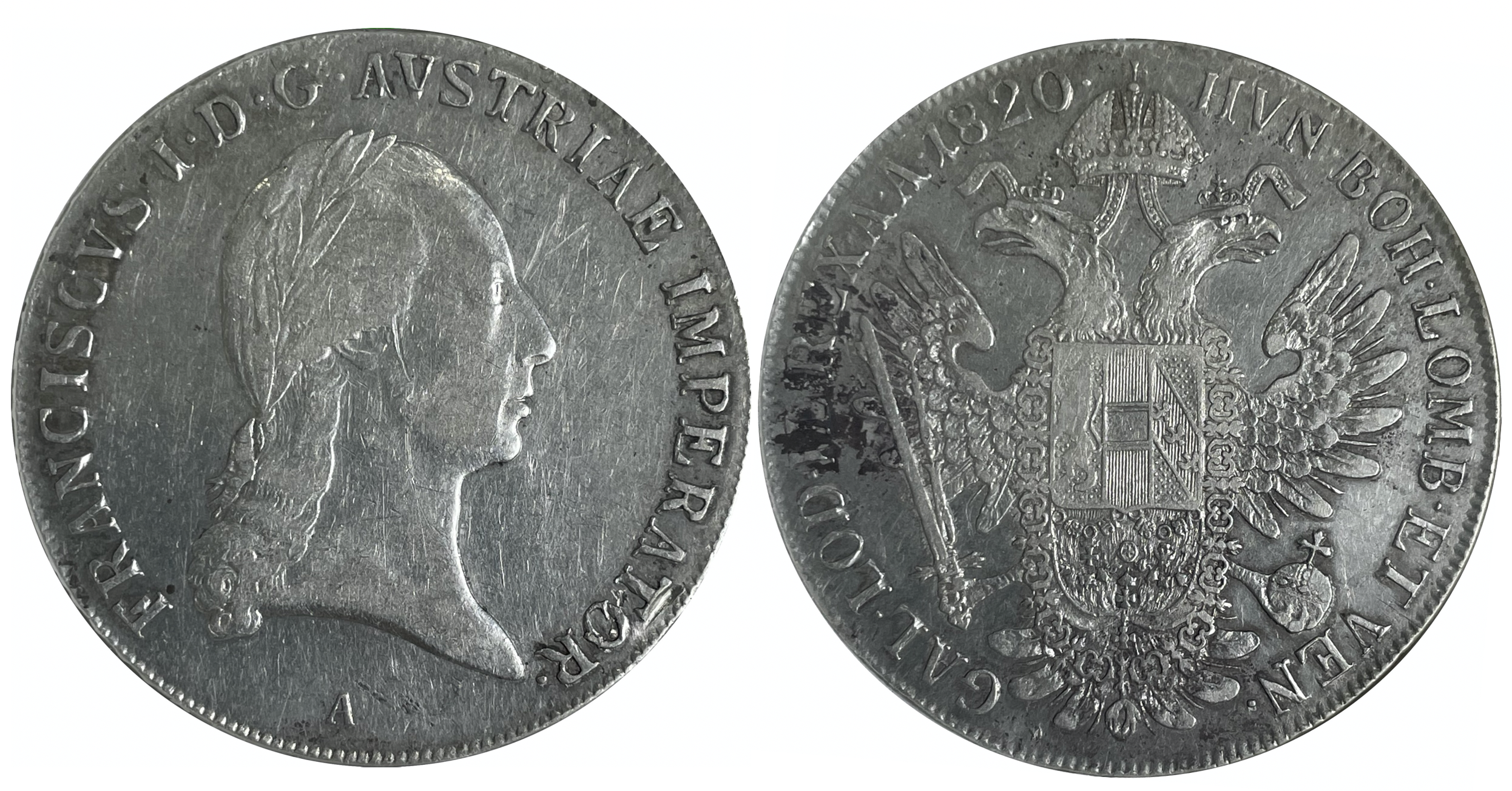
Xu bạc: 1 thaler của Áo, mặt trước là Hoàng đế Franz I, người đã lập ra Đế quốc Áo sau khi Đế quốc La Mã Thần thánh tan rã

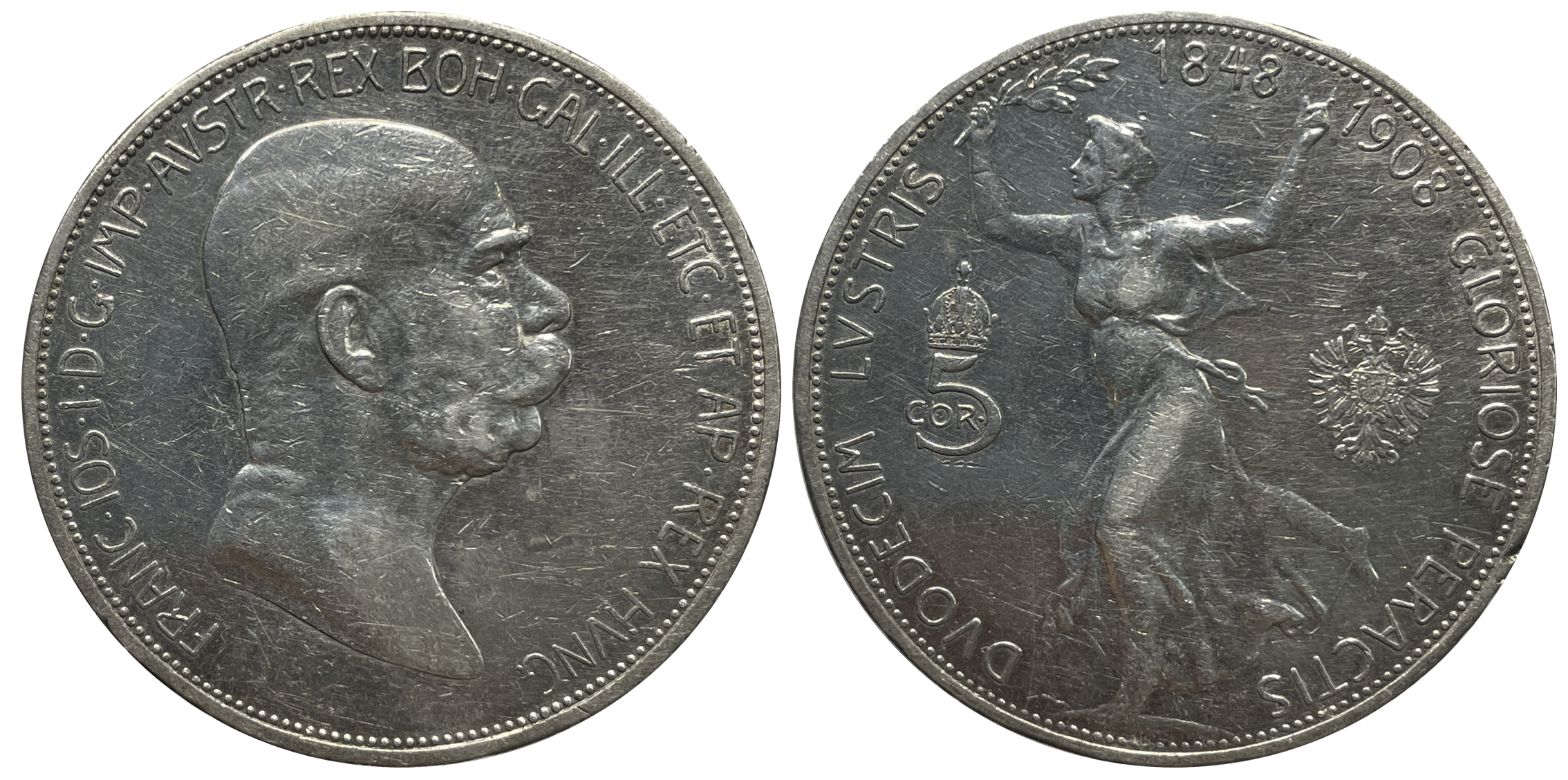
Xu bạc: 5 corona của Đế quốc Áo-Hung, mặt trước là chân dung Hoàng đế Franz Joseph I, vị quân chủ cuối cùng của Đế chế gia tộc Habsburg

### Lãnh thổ

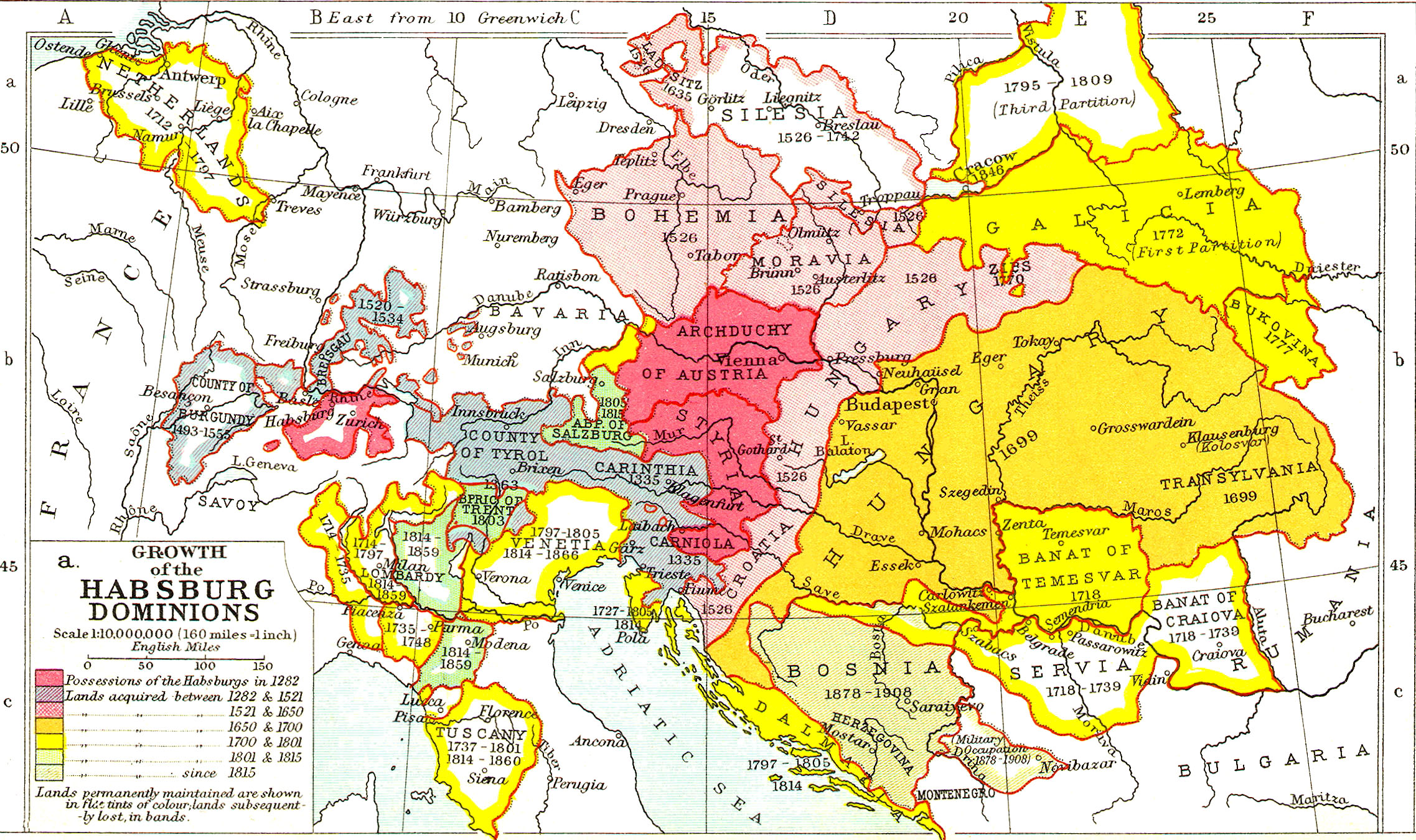
Sự phát triển của chế độ quân chủ Habsburg ở Trung Âu

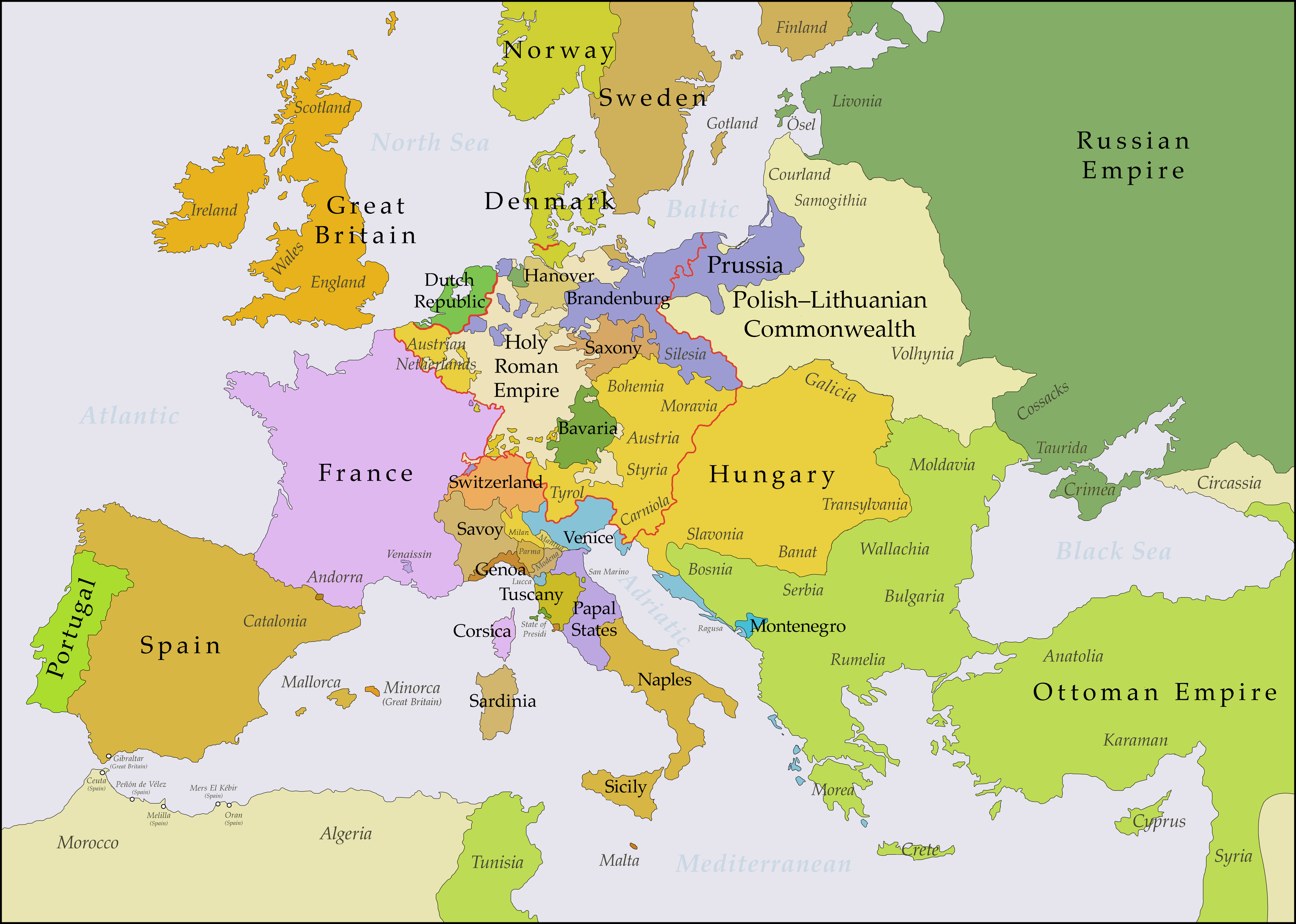
Chế độ quân chủ Habsburg vào thời điểm Joseph II qua đời vào năm 1790. Đường màu đỏ đánh dấu biên giới của Đế chế La Mã Thần thánh.

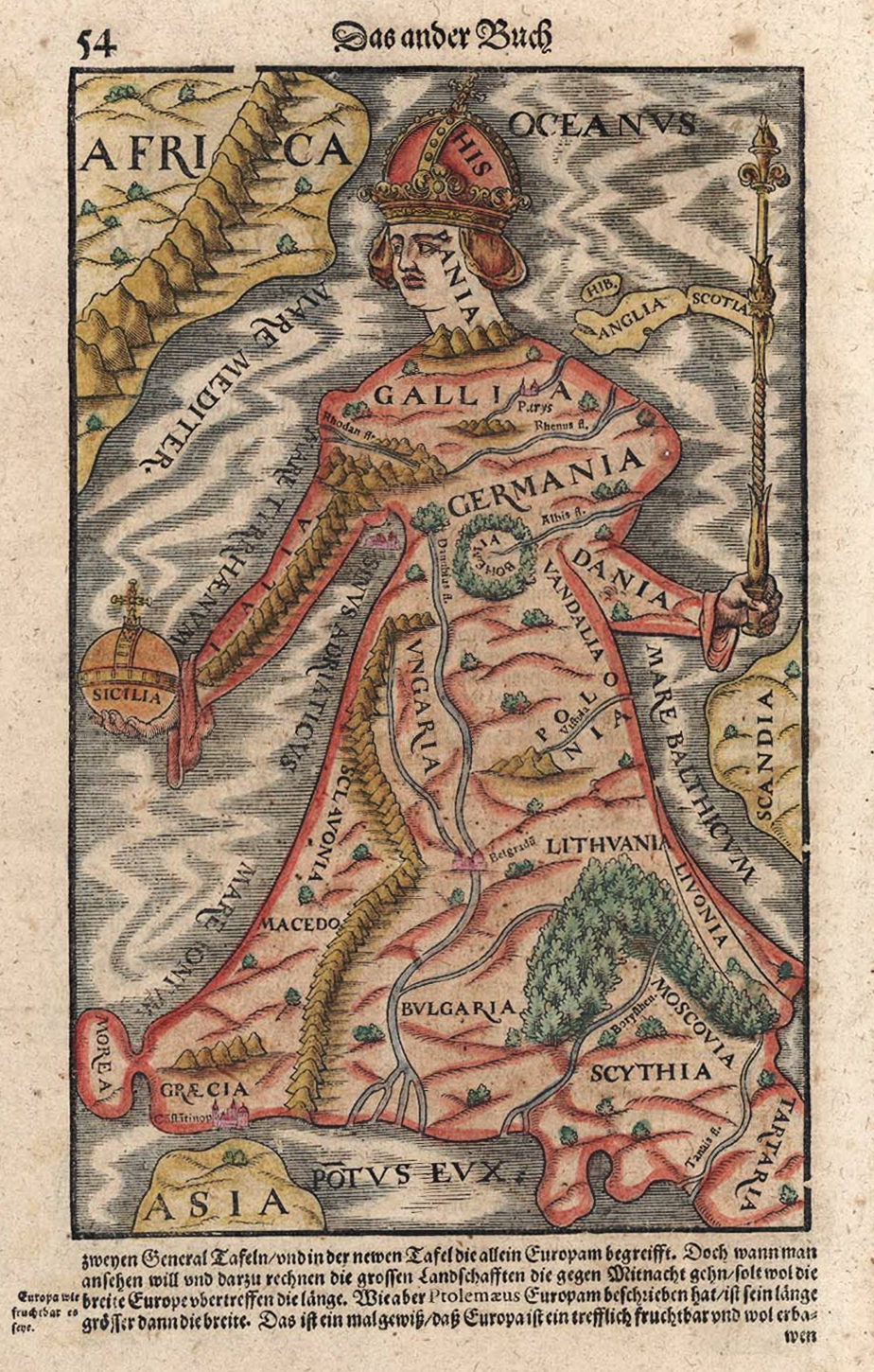
Nữ hoàng châu Âu, biểu tượng của một châu Âu do nhà Habsburg thống trị

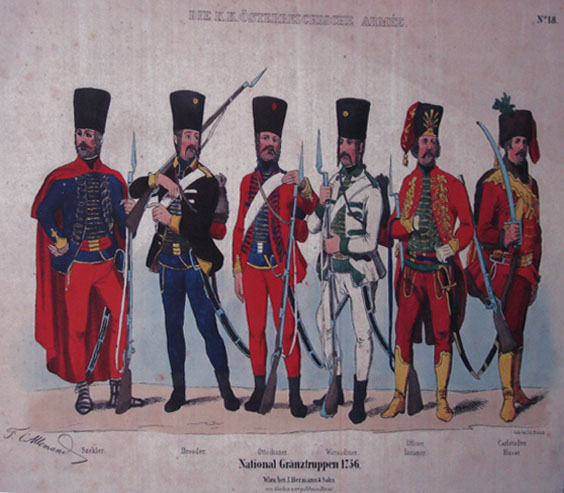
Những người lính của Biên giới quân sự chống lại cuộc xâm lược của người Thổ Nhĩ Kỳ Ottoman, 1756

## Những người cai trị từ 1508–1918

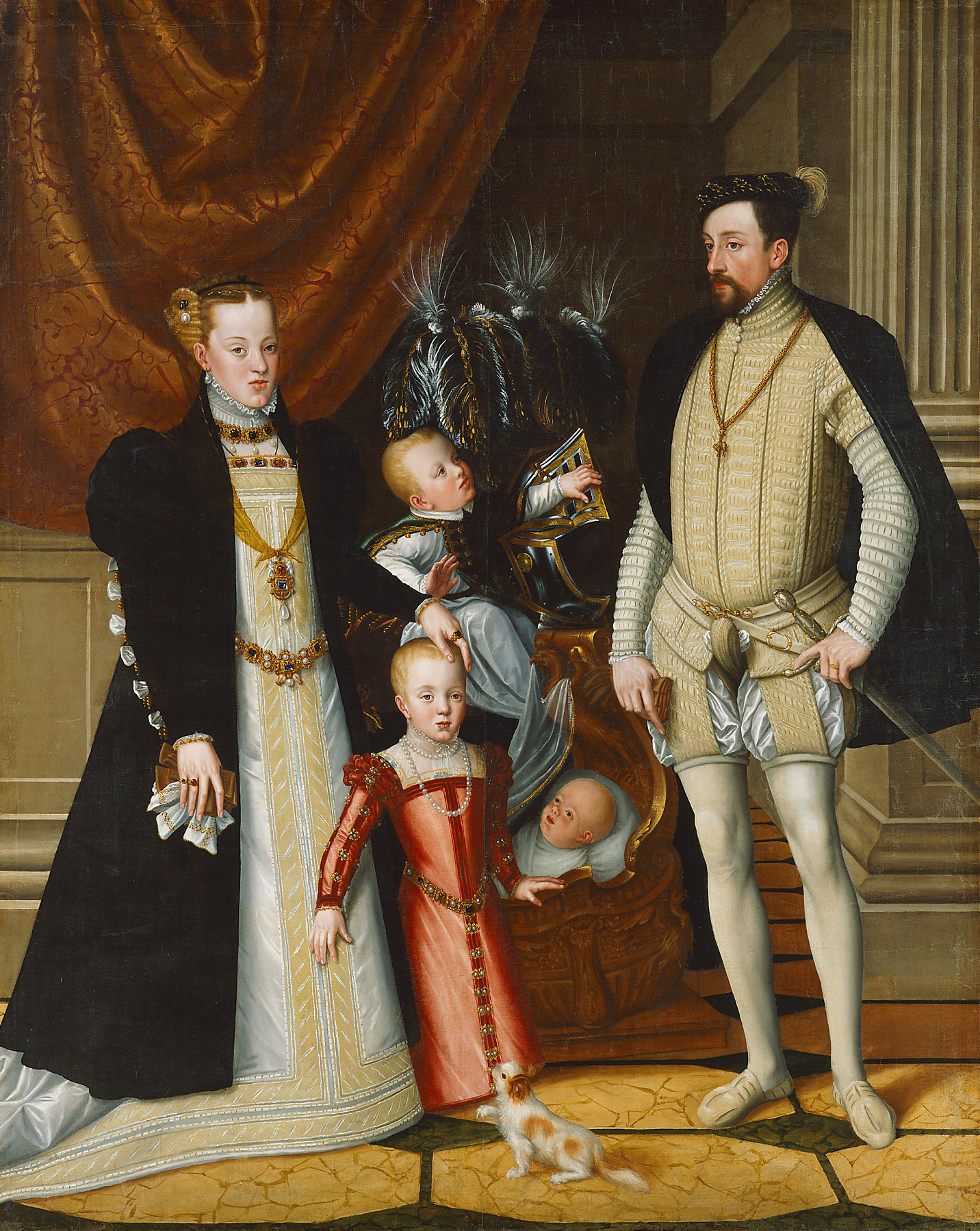
Maximilian II, Hoàng đế La Mã Thần thánh và vợ là Infanta María của Tây Ban Nha cùng các con của họ